# Amphicarpum amphicarpon
Espèce
Classification phylogénétique
Amphicarpum amphicarpon est une espèce de plantes monocotylédones de la famille des Poaceae, .sous-famille des Panicoideae, originaire d'Amérique du Nord.

C'est une plante annuelle herbacée d'environ 30 à 80 cm de haut.
Cette espèce présente la particularité d'avoir des épillets cléistogames souterrains (reproduction par amphicarpie).